# USS Capelin (SS-289)
Za druga plovila z istim imenom glejte USS Capelin.
USS Capelin (SS-289) je bila jurišna podmornica razreda balao v sestavi Vojne mornarice Združenih držav Amerike.

## Zgodovina
Med drugo svetovno vojno je potopila ladje v teži 3127 ton.